# 鸭渌府

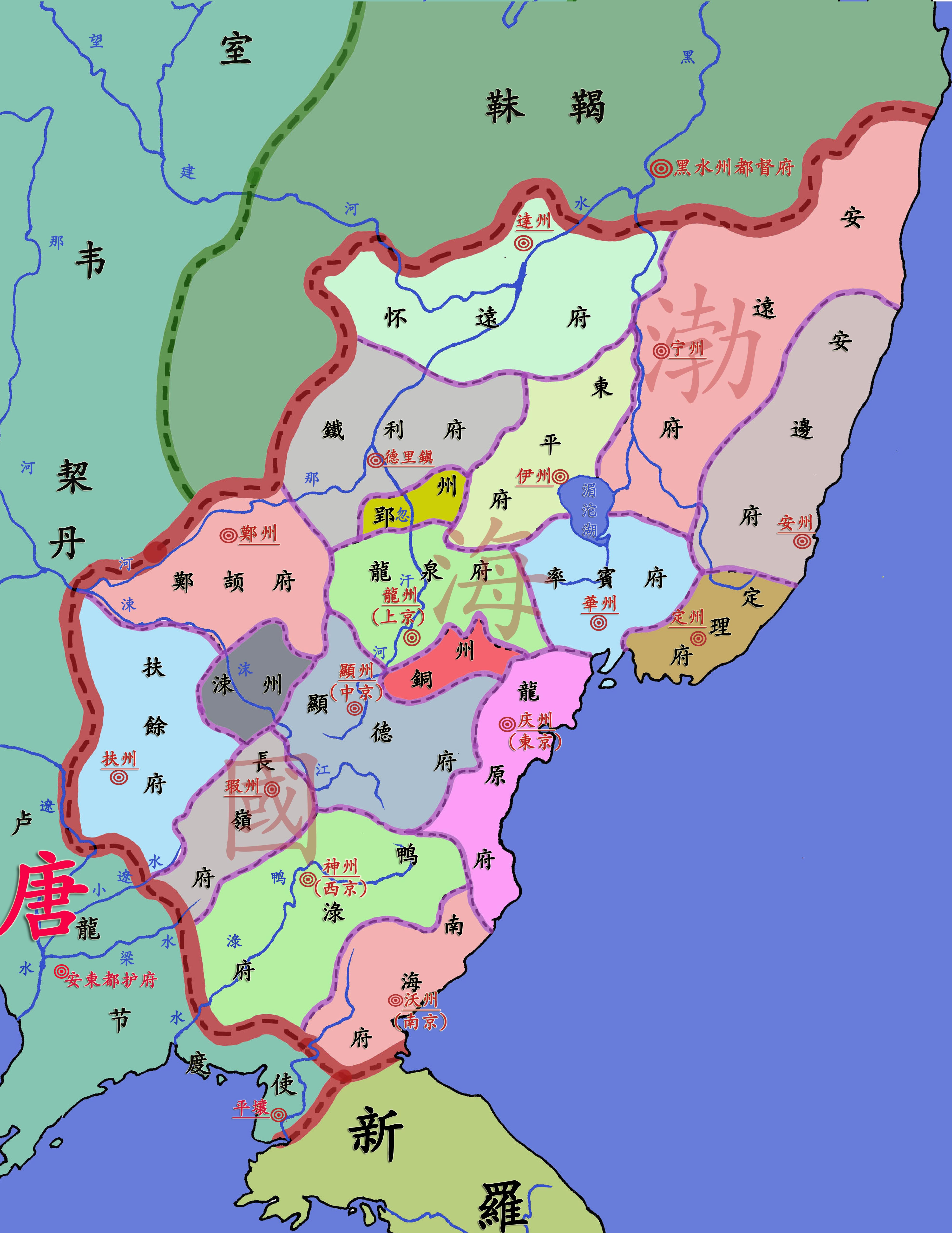
渤海國行政區劃

鸭淥府為遠東地區中世紀古國渤海国五都之一，稱西京，位於鸭绿江南岸、今朝鮮民主主義人民共和國慈江道中江郡，辖境约当今鸭绿江中上游地区；其治所設於神州，下辖神州、正州（吉林通化）、桓州（吉林集安）、丰州（朝鲜惠山市）。
辽国灭渤海後，将鸭渌府神州改称渌州鸭渌军。原有三县：神鹿县、神化县、剑门县，统州四、县二：弘闻县、神乡县。